# تد ادواردز
تد ادواردز (انگلیسی: Ted Edwards؛ ۹ مه ۱۸۸۴ – ۲۹ سپتامبر ۱۹۴۵) بازیگر اهل ایالات متحده آمریکا بود.

## گزیدهٔ فیلم‌شناسی
- وقتی عشق پرواز می‌کند
- سگ وفادار چاقالو
- توله‌سگ شجاع چاقالو
- آشنایی اتفاقی چاقالو
- عشق‌بازی زودگذر و بی‌پروای چاقالو
- میبل و زندگی ساده چاقالو
- چاقالو و میبل در نمایشگاه سن دیگو
- دستگیره قلعی چاقالو
- یک زیباروی حمام
- زندگی سگی
- یک دزد دریایی زیرآبی
- عشق جریحه‌دارشده تیلی
- یک روز شلوغ
- گذشته ماقبل تاریخی او
- خمیر و دینامیت